# Zetomotrichus lienhardi
Zetomotrichus lienhardi är en kvalsterart som beskrevs av Sandór Mahunka 1989. Zetomotrichus lienhardi ingår i släktet Zetomotrichus och familjen Zetomotrichidae. Inga underarter finns listade i Catalogue of Life.